# Stützelvilla
Die Stützelvilla ist die von Kommerzienrat Ludwig Winkler, Betreiber der Tafel- und Spiegelglasfabrik Winkler & Sohn, errichtete Fabrikantenvilla gegenüber der Burg Neuhaus im Ortsteil Neuhaus der oberpfälzischen Stadt Windischeschenbach.

## Geschichte
Für den Bau der Villa wurde am 18. Oktober 1887 vom Bezirksamt Neustadt an der Waldnaab die Baugenehmigung erteilt und das Gebäude wurde im darauffolgenden Jahr fertig gestellt. Der Name des Architekten ist nicht bekannt.
Nach dem Zusammenbruch der Klarahütte 1927 gingen die Villa und der vorgelagerte Park am 28. Juli 1931 an die Bayerische Staatsbank in Fürth über. 1934 sollte hier eine SA-Sportschule von dem NSDAP Gauamt Bayreuth errichtet werden. Diese Pläne zerschlugen sich aber und am 30. Juli 1934 erwarb die Gemeinde Windischeschenbach das Gebäude für 30.000 Goldmark. Das Vorhaben der Gemeinde, das Gebäude für schulische Zwecke umzugestalten, konnte aber nicht realisiert werden und so wurde die Villa 1935 an die Reichswehr für Schulungszwecke verpachtet. Der Pachtvertrag wurde allerdings bereits am 31. Dezember 1935 wieder gekündigt. Nach verschiedenen Bemühungen, das Gebäude doch noch als Schule zu verwenden, hier ein Frauenarbeitsdienstlager zu errichten oder es an die NS-Frauenschaft des Gaus Bayerische Ostmark zu vermieten, konnte die Anlage 1939 an die Kreisleitung der NSDAP Weiden-Neustadt an der Waldnaab vermietet werden, die hier am 1. Mai 1939 eine Parteikreisschule errichtete.
Während des Zweiten Weltkrieges wurde die Villa als Lazarett und als Polizeischule verwendet. Nach Kriegsende wurden hier das US-Militär und danach Heimatvertriebene untergebracht. Nach der Erhebung von Windischeschenbach zur Stadt 1957 kamen Pläne auf, hier das Rathaus unterzubringen. Dies wurde nicht realisiert, stattdessen wurden Obdachlose und Zigeuner kostenlos in der Villa einquartiert. Die Villa verwahrloste zunehmend, schließlich wurden auf Drängen des Gesundheitsamtes die Bewohner ausquartiert und in sog. „Schlichtwohnungen“ außerhalb der Stadt untergebracht. Vorhaben, die Villa abzureißen, kamen zum Vorteil der Stadt nicht zur Ausführung. Vielmehr kam die Idee auf, das Gebäude mitsamt dem Park dem Landkreis Neustadt an der Waldnaab zu schenken und hier ein Jugendtagungshaus zu errichten; die notarielle Verbriefung fand am 21. August 1979 statt.
Unter Architekt Quirin Punzmann wurde am 23. August 1979 mit den Renovierungsarbeiten an der Villa, die damals als „Rattenloch“ bezeichnet wurde, begonnen. In enger Zusammenarbeit mit dem Bayerischen Landesamt für Denkmalpflege wurden mit einem achtköpfigen Restauratorenteam die Malereien in einem aufwändigen Verfahren wieder hergestellt. Zur Bekämpfung des Hausschwamms wurden alle Deckenträger aus Holz entfernt und durch Metallträger ersetzt, das Haus wurde zudem 14 Tage lang mit 120 Grad heißer Luft versorgt und danach imprägniert. Parallel zu der Renovierung der Villa wurde daneben ein zweigeschossiger Neubau errichtet, der die Schlafräume für das Jugendtagungshaus enthält und der mit einem verglasten Zwischenbau mit der alten Villa verbunden wurde. Der ein ha große Park wurde ebenfalls instand gesetzt und mit Einrichtungen zur Freizeitgestaltung versehen. Am 18. April 1984 konnten die Renovierungsarbeiten feierlich abgeschlossen werden. Die Bedeutung der Wiederherstellung der Stützelvilla wird mit der Renovierung der Villa Clementine in Wiesbaden oder der Villa Frowein in Wuppertal verglichen.
Zum 31. Dezember 2016 wurde das hochdefizitäre Jugendtagungshaus geschlossen, wobei bereits 2016 hier Asylbewerber untergebracht wurden. 2017 wurde das Gebäude durch den Freistaat Bayern für den symbolischen Preis von einem Euro erworben. Das Bayerische Staatsministerium der Finanzen und für Heimat plant, hier die Dienststelle „Digitale Landkarten Bayern“ einzurichten. Dabei ist die erneute Sanierung der denkmalgeschützten Villa geplant, der Abbruch des bestehenden Anbaus und die Errichtung eines Ersatzneubaus an gleicher Stelle für die Zwecke der Behörde.

## Baulichkeit
Auf einem quadratischen Grundriss wurde der schlossartige zweigeschossige Baukörper mit vier Ecktürmen und einer zentralen Kuppel errichtet. Der Bau ist im Stil der Neurenaissance gestaltet. Nach Südwesten wurde eine Stufenanlage mit drei Treppenläufen und einem quadratischen Podest errichtet. Diese führte zu der Parkanlage, die mit einem Eisengitterzaun eingefriedet ist.
1904 wurde etwas weiter südlich eine kleinere Stützlvilla von Kommerzienrat Eduard Stützl erbaut, in welcher dieser mit seiner Familie wohnte. Diese befand sich ab 1955 bis 1994 im Besitz der Annahütte, welche die Nachfolgerfirma der Tafel- und Spiegelglasfabrik Christian Winkler und Sohn war (heute Nabucco Glas GmbH). Die Annahütte ist zwischenzeitlich auch in Konkurs gegangen. Hier sind eine Glasgalerie, ein Musterzimmer und ein Café untergebracht.

## Innenausstattung
Alle Räume wurden im Stil der Neurenaissance ausgemalt, die im Obergeschoss teilweise durch Übermalungen im Jugendstil überdeckt wurden. Die Malerei ist in Öltempera ausgeführt, wobei Phatasiefiguren, Blumen, exotische Pflanzen, Fabelwesen, Engelsbrunnen, Springbrunnen etc., bisweilen von Schablonenmalerei eingerahmt, dargestellt wurden. In der Kuppel wurden vier Medaillons erstellt, mit denen in Grisaillemalerei Allegorien der Wissenschaft, der Industrie, des Handels und der Künste abgebildet sind. Erhalten sind auch die in Weiß gehaltenen gusseisernen Treppengeländer.